# Alfredo Alonso
Alfredo Javier Alonso Ramos (Montevideo, 24 de septiembre de 1971) es un músico, compositor, guitarrista, animador de televisión, publicista y productor de eventos uruguayo nacionalizado chileno. Es conocido por haber sido fundador y vocalista de la banda Aleste y posteriormente, como fundador y director de la productora de eventos Bizarro Live Entertainment.

## Biografía
Alfredo Alonso comenzó su carrera como músico en 1993 en el grupo Diva junto a Alfredo Lewin y Rodrigo Bari, grupo en el que tocó el bajo en su primer y único disco. Después formó el grupo Aleste junto a Rodrigo Espinoza. Alfredo Alonso fue guitarrista, compositor y segunda voz de Aleste, grupo de rock chileno que ganaría el Premio Apes a mejor grupo revelación en 1993, Disco de Oro y de Platino en 1995 y que tendría su peak y separación en el Festival de Viña del Mar) en 1995. Posteriormente sacaría un segundo disco junto a Aleste sin Rodrigo Espinoza llamado Aleste del Cielo está el Paraíso y formó parte de otras bandas como ESKP.
En 1996 empieza su carrera como animador de televisión en Chilevisión. Su primer programa fue Fastrack, programa de video clips en el cual se dio a conocer. Luego, vendrían programas muy conocidos como Lunáticos, El Gato que Ladra y Dr Spot, entre otros que pasarían a ser programas de culto para toda una generación. En ese sentido, tal es el caso del icónico TV Condoro, donde Alonso haría una hilarante e inolvidable mancuerna junto al actor Patricio Strahovsky.
En 2002 cambió, después de siete años, de estación televisiva, yéndose a Mega con el programa Suma y sigue y también con El señor de los avisos.
En 2006 entró a Red Televisión con Generación perdida y Garage Music. En este programa ayudaría a reflotar el mercado de la música chilena convocando a más de 20 000 grupos de rock emergentes y generando una gira que llevaría a más de 120 000 personas en seis conciertos. 
En 2006 participó en el programa Chile elige de TVN. 
En 2008 se fue con su programa Garage Music a Canal 13, el cual estaría al aire durante un año pero animado por Sergio Lagos. Al año siguiente participaría en Jugados en Telecanal.
En 2009 empezó su productora Bizarro, la cual ha mantenido hasta el día de hoy, siendo productor de conciertos en Chile de The Black Eyed Peas,Ricardo Arjona,Marc Anthony,Disney Live,Los Fabulosos Cadillacs,Europe y Dir En Grey, entre otros.
También existe una faceta de Alfredo Alonso como publicista trabajando en agencias como JWT y desempeñándose como dueño de las agencias W3,Agencia2 e Inventa.En su carrera de publicista ha ganado premios tales como el Effie,New York Festivals y Fiap.